# Reino Unido en los Juegos Olímpicos de Atenas 1896
El Reino Unido estuvo representado en los Juegos Olímpicos de Atenas 1896 por un total de 10 deportistas que compitieron en 7 deportes.  

## Medallistas
El equipo olímpico británico obtuvo las siguientes medallas:
| Nombre            | Deporte           | Competición                   |
| ----------------- | ----------------- | ----------------------------- |
| Oro               |                   |                               |
| Launceston Elliot | Halterofilia      | Levantamiento con una mano M  |
| John Pius Boland  | Tenis             | Individual M                  |
| Plata             |                   |                               |
| Grantley Goulding | Atletismo         | 110 m vallas M                |
| Frederick Keeping | Ciclismo en pista | Carrera de 12 h M             |
| Launceston Elliot | Halterofilia      | Levantamiento con dos manos M |
| Bronce            |                   |                               |
| Charles Gmelin    | Atletismo         | 400 m M                       |
| Edward Battell    | Ciclismo en ruta  | Ruta M                        |